# Kepler-49 d
 (mai 2025).
Kepler-49 d est une exoplanète de type Jupiter tiède en orbite autour de la naine rouge Kepler-49, située à environ 1 015,07 années-lumière de la Terre.

## Caractéristiques physiques
L'exoplanète se distingue par sa masse modérée de 0,74 MJ, son rayon compact de 0,14 RJ et sa température élevée de 717 K.

## Orbite
Elle orbite à 0,03  unités astronomiques de son étoile, une distance comparable à celle de Mercure dans le système solaire.

## Découverte
L'exoplanète a été découverte par la méthode des transits en 2014.

## Habitabilité
Les conditions d'habitabilité de cette exoplanète ne sont pas déterminées ou ne sont pas connues.